# Samnanger
Gmina Samnanger (norw. Samnanger kommune) – norweska gmina leżąca w regionie Hordaland. Jej siedzibą jest miasto Tysse.
Samnanger jest 292. norweską gminą pod względem powierzchni.

## Demografia
Według danych z roku 2005 gminę zamieszkuje 2322 osób. Gęstość zaludnienia wynosi 8,75 os./km². Pod względem zaludnienia Samnanger zajmuje 316. miejsce wśród norweskich gmin.
| ludność stan na 1 stycznia 2005 |         |           |       |
|                                 | kobiety | mężczyźni | razem |
| osób                            | 1161    | 1161      | 2322  |
| %                               | 50%     | 50%       | 100%  |

| wykształcenie stan na 1 października 2004 |        |         |        |        |
|                                           | podst. | średnie | wyższe | niezn. |
| osób                                      | 456    | 1100    | 285    | 41     |
| %                                         | 24,23% | 58,45%  | 15,14% | 2,18%  |

## Edukacja
Według danych z 1 października 2004:
- liczba szkół podstawowych (norw. grunnskolar): 3
- liczba uczniów szkół podst.: 298

## Klimat
W 2008 roku został pobity rekord ciepła dla tego miasta – obecnie wynosi +28,5 st. Celsjusza.

## Władze gminy
Według danych na rok 2011 administratorem gminy (norw. rådmann) jest Tone Ramsli, natomiast burmistrzem (norw. ordfører, d. borgermester) jest Marit Aksnes Aase.